# بائعين
بائعين (بالإنجليزية: Clerks)‏ هو فيلم كوميدي أمريكي من تأليف وإخراج كيفن سميث ومن بطولة بريان أهلوران، جيف أندرسون، مارلين جيجليوتي، جاسون ميويس وليزا سبونور، صدر الفيلم في 19 أكتوبر 1994.